# 隱蔽排卵
隱蔽排卵又称隱蔽发情，是指成年雌性在能生育且接近排卵期时身體却没有出現任何可察觉出的变化（例如外观或體味的变化）。人类和其某些物种的雌性就是這樣，她們在排卵期即將到來時，身體几乎没有迹象可以讓外界知道她們排卵期將要來臨，因此她們的配偶根本不知道對方的排卵期是什麼時候。